# Rosa Julieta Montaño Salvatierra
Rosa Julieta Montaño Salvatierra, född 16 augusti 1946 i Cochabamba i Quillacollo i Bolivia, är en boliviansk jurist, människorättsaktivist och feminist.
Montaño studerade juridik vid Universidad Mayor de San Simón i Bolivia och fortsatte sin akademiska karriär med studier i mänskliga rättigheter och statsvetenskap i Spanien.
I början av 80-talet ledde Montaño en kvinnoorganisation vid namn Union de Mujeres de Bolivia (UMBO) och blev under statskuppen 1981 satt i husarrest av kuppmakarna. 
Montaño fortsatte sitt arbete som människorättsaktivist genom att hjälpa kvinnor som drabbats av våldtäkt, övergrepp och våld i nära relationer att få juridiskt stöd.
År 2015 tilldelades Julieta Montaño International Women of Courage Award.